# マグヌス・ヴォルク

マグヌス・ヴォルク（Magnus Volk, 1851年10月19日 - 1937年5月20日）は、イギリスの発明家、電気技師。
2022年現在も運行されている中では世界最古の電気鉄道である「ヴォルクの電気鉄道」を建設した。

## 経歴
1851年10月19日、イギリス南部の町ブライトンでドイツ人時計技師の息子として生まれる。1879年にバージェス・ヒルでアンナ・バンフィールドと結婚。息子のジョージ・ハーバート・ヴォルクは水上機の開発者、コンラッド・ヴォルクは父の伝記を執筆した。
1883年に「ヴォルクの電気鉄道」の元となる鉄道路線が開業し、同鉄道はその後複数回の延伸を繰り返して現在の姿になった。
1887年にはオスマン帝国のスルタンからの依頼で4輪の電車を開発し、イスタンブールでオスマニエ勲章を授けられた。
1896年にはブライトン・アンド・ロッティンディーン海岸電気鉄道を建設するが、こちらは1901年に廃止されてしまった。
その他にも火災報知器の開発や、ロイヤル・パビリオンの電気工事などを担当している。